# Антон Франгя
 Тази статия е за българския политик.  За архитекта вижте Антон Франгя (архитект).  
Антон Янев Франгя е български адвокат и политик от Прогресивнолибералната партия.

## Биография
Роден е в Русе през 1856 г. Баща му е хърватин от Далмация, а майка му е гъркиня. Учи в Русе и във Френския султански лицей „Галатасарай“ в Цариград. През 1871 г. завършва право в Париж.
Завръща се в Тулча като адвокат и чиновник в Европейската дунавска комисия. По-късно отваря книжарница в Тулча, а след Освобождението се преселва в София. През 1884 г. е назначен за главен секретар в Министерство на вътрешните работи, където министър е неговият учител Драган Цанков. От 1894 до 1897 г. редактира вестник „Съгласие“ заедно със Стоян Данев и Димитър Македонски. Служи като народен представител в V велико народно събрание (1901) и в XI (1901), XII (1902 – 1903) и XV (1911 – 1913) обикновено народно събрание. На 12 септември 1902 г. във Варна в качеството си на подпредседател на Народното събрание ръководи официалната церемония по посрещането на руската делегация на великия княз Николай Николаевич Младши по случай тържественото отпразнуване на 25-годишнината от защитата на Шипка. През 1908 г. е в редакционния комитет на вестник „България“ заедно с главния редактор Димитър Христов.
През 1909 г. е последният представител на Компанията на източните железници в София.
Той е министър на железниците, пощите и телеграфите в правителството на Иван Евстратиев Гешов (1911 – 1913). Като министър организира изграждането на градската телефонна мрежа в Сливен и междуградските телефонни линии Русе-Силистра и Бургас-Варна, както и строежа на железопътната гара във Варна.
Чичо и кръстник на архитекта Антон Франгя.